# Toshio Shiratori
Toshio Shiratori (白鳥 敏夫, Shiratori Toshio) (8 juin 1887 - 3 juin 1949), est un diplomate japonais qui fut ambassadeur en Italie de 1938 à 1940 et conseiller du ministre des Affaires étrangères en 1940. Il fait partie des 14 criminels de guerre de classe A vénérés au sanctuaire Yasukuni.

## Biographie
Shiratori est directeur du bureau d'information du ministère des Affaires étrangères de 1929 à 1933. Il sert comme ambassadeur en Suède et en Finlande de 1933 à 1936. Récipiendaire de la Grande croix de l'ordre royal suédois de l'étoile polaire en 1939, il est nommé ambassadeur en Italie, servant de 1938 à 1940, et devient le conseiller du ministre des Affaires étrangères en 1940. Il est partisan de l'expansionniste militaire, conseillant l'alliance entre l'Allemagne nazie, l'Italie et le Japon pour faciliter la domination mondiale.
Alors qu'il attend son procès pour crime de guerre, il écrit une lettre en anglais à Shigeru Yoshida, alors ministre, où il propose l'inclusion dans la nouvelle constitution de « dispositions contenant une promesse solennelle de la part de l'empereur de ne jamais, en aucune circonstance, envoyer ses sujets mener la guerre ». Yoshida transfère cette lettre à Kijūrō Shidehara alors Premier ministre du Japon, quelques jours avant que celui-ci ne présente l'idée à Douglas MacArthur lors d'une réunion le 24 janvier 1946, et qui deviendra l'article 9 de la constitution japonaise.
Shiratori est reconnu coupable de conspiration pour engager une guerre agressive par le tribunal militaire international pour l'Extrême-Orient en novembre 1948 et condamné à la prison à perpétuité. Il meurt en prison d'un cancer du larynx en 1949.
Le 17 octobre 1978, Shiratori est l'un des 14 criminels de guerre de classe A à être vénérés au sanctuaire Yasukuni. Une note de l'empereur Hirohito, déclassifiée en 2006, révèle qu'il a arrêté ses visites au sanctuaire à partir de 1978 parce qu'« ils avaient été consacrés, Matsuoka et Shiratori ».